# Letis nycteis
Letis nycteis là một loài bướm đêm trong họ Erebidae.